# 진남군 (왕족)
진남군 이종생(鎭南君 李終生, 1406년 ∼ 1470년 12월 28일(음력 11월 27일))은 조선의 왕자로 정종의 6남이자 서6남이며 생모는 숙의 이씨이다.

## 생애
숙의 이씨 소생으로, 남심의 딸 의령 남씨(宜寧 南氏)와 혼인하여 4남 1녀를 두었다.
1444년(세종 26) 명선대부 진남정(明善大夫鎭南正)에 봉해지고 종학유사(宗學有司)에 임명되었으며, 1453년(단종 1)에 정의(正義)로서 진남군에 봉해졌다. 1455년(세조 1)에 경서대의(經書大義)에 통하였다는 이유로 취학(就學)을 면제받았으며, 특명으로 형 덕천군 후생(厚生)과 더불어 종친례(宗親例)에 의거, 예궐시위(詣闕侍衛)하였다. 1466년, 종실 중에서 최고로 어질다고 하여 특명으로 사옹원·장원서 제조에 임명되었다. 1468년 아들 진례군(進禮君) 형(衡)이 경상좌도절도사가 되었는데 그 아들 여의(如意)가 어머니를 따라 전라도 광주에 가서 병이 났기 때문에 아들이 가서 보살피며 치료할 수 있도록 청하였다. 1470년(성종 1) 연로하여 고기를 먹을 것을 명받았으나 같은 해에 죽으니 예에 따라 조회를 중지하고 예장(禮葬)하였다. 시호는 이간(夷簡)이다.

## 가족 관계
- 부 : 정종
- 모 : 숙의 이씨
  - 정부인 : 의춘군부인 의령 남씨(宜春郡夫人 宜寧 南氏) - 상호군(上護軍) 남심(南深)의 딸
    - 장남 : 거평군 이복(居平君 李復, ? ~ 1485)
    - 며느리 : 남평 문씨 - 문송수(文松壽)의 딸
    - (첩)며느리 : 노비 출신(이름 미상) 
      - 서손자 : 의산령 이윤(義山令 李潤)

    - 차남 : 진례군 이형(進禮君 李衡, 1426 ~ 1498)
    - 며느리 : 문화 류씨 - 류복강(柳福剛)의 딸
      - 손자 : 백성수 이원(栢城守 李源, 1448 ~ ?)
      - 손자 : 황산군 이문(黃山君 李汶)
      - 손자 : 부산수 이숙(釜山守 李淑)
      - 손녀 : 주부(主簿) 이승중(李承重)에게 출가

    - 3남 : 봉성군 이이(鳳城君 李侇)
    - 며느리 : 청주 정씨 - 정즙(鄭楫)의 딸
      - 손자 : 부안수 이증(富安守 李增, 1453 ~ ?)
      - 손자 : 사양수 이배(沙梁守 李培)
      - 손녀 : 문화 류씨 류정후(柳正厚)에게 출가
      - 손녀 : 의령 남씨 남태종(南奉宗)에게 출가
      - 손녀 : 안동 권씨 권조(權措)에게 출가

    - 4남 : 금산군 이연(金山君 李衍, 1430년 - 1472년) - 중부 종의군(從義君)의 양자로 출계(出系)
    - 장녀 : 연안 김씨(延安 金氏) 김승(金昇)의 처
      - 외손자 : 김석현(金錫賢)
      - 외손자 : 김석철(金錫哲)
      - 외손자 : 김석보(金錫輔)
      - 외손녀 : 전의 이씨 이수아(李壽兒)에게 출가

## 참고자료
- 진남군 - 한국학중앙연구원